# Dyskografia Foo Fighters
Dyskografia Foo Fighters – amerykańskiego zespołu rockowego składa się z jedenastu albumów studyjnych, jednego albumu koncertowego, trzech kompilacji, dwóch minialbumów, czterdziestu jeden singli (w tym dziesięć promocyjnych) oraz pięciu wideo.
Zespół założył w 1995 Dave Grohl (wokal, gitara). Pozostałymi członkami są Taylor Hawkins (perkusja), Nate Mendel (gitara basowa), Chris Shiflett (gitara) oraz Pat Smear (gitara). W 1995 grupa zadebiutowała albumem Foo Fighters, który zajął 23. miejsce na liście Billboard 200, a także uzyskał status platynowej płyty w USA i Kanadzie oraz złotej płyty w Wielkiej Brytanii. Ich kolejny album, The Colour and the Shape (1997), zajął 10. miejsce na liście Billboard 200 oraz uzyskał status platynowej płyty w USA, Australii i Kanadzie. Taki sam status w tych państwach uzyskały albumy There Is Nothing Left to Lose (1999) i One by One (2002). Na piątym albumie studyjnym, In Your Honor (2005), znalazł się singel „Best of You”, który jako pierwszy singel grupy uzyskał status platynowej płyty w USA i w Kanadzie. W 2006 zespół wydał swój pierwszy album koncertowy, Skin and Bones, który zadebiutował na 21. miejscu Billboard 200, sprzedając się w pierwszym tygodniu w nakładzie 49 000 kopii. Kolejnymi albumami grupy były Echoes, Silence, Patience & Grace (2007), Wasting Light (2011), Sonic Highways (2014), Concrete and Gold (2017), Medicine at Midnight (2021) oraz But Here We Are (2023)

## Albumy studyjne
| 1995                                                    | Foo Fighters - Wydany: 4 lipca 1995 - Wytwórnia: Roswell/Capitol - Format: CD, LP                                | 23 | 3 | 13 | 23 | 5 | –  | 21 | –  | 33 | –  | 22 | 2  | –  | 18 | 26 | 3  | - USA: platynowa płyta - GBR: złota płyta - CAN: platynowa płyta                                     |
| 1997                                                    | The Colour and the Shape - Wydany: 20 maja 1997 - Wytwórnia: Roswell/Capitol - Format: CD, LP                    | 10 | 5 | 19 | 7  | 8 | –  | 12 | 24 | 41 | –  | 39 | 10 | 20 | 10 | 50 | 3  | - USA: platynowa płyta - GBR: złota płyta - AUS: platynowa płyta - CAN: platynowa płyta              |
| 1999                                                    | There Is Nothing Left to Lose - Wydany: 2 listopada 1999 - Wytwórnia RCA - Format: CD, LP                        | 10 | 5 | 34 | 46 | 4 | –  | 25 | 62 | 23 | 49 | 59 | 12 | 8  | 7  | –  | 10 | - USA: platynowa płyta - GBR: złota płyta - AUS: platynowa płyta - CAN: platynowa płyta              |
| 2002                                                    | One by One - Wydany: 22 października 2002 - Wytwórnia: RCA - Format: CD, LP, DVD                                 | 3  | 1 | 19 | 22 | 3 | 20 | 5  | 26 | 5  | 1  | 12 | 3  | 2  | 3  | 28 | 1  | - USA: platynowa płyta - GBR: platynowa płyta - AUS: 2× platynowa płyta - CAN: platynowa płyta       |
| 2005                                                    | In Your Honor - Wydany: 14 czerwca 2005 - Wytwórnia: RCA - Format: CD, LP                                        | 2  | 1 | 5  | 3  | 3 | 5  | 1  | 21 | 4  | 2  | 9  | 1  | 2  | 1  | 7  | 2  | - USA: platynowa płyta - GBR: 2× platynowa płyta - AUS: 3× platynowa płyta - CAN: 3× platynowa płyta |
| 2007                                                    | Echoes, Silence, Patience & Grace - Wydany: 25 września 2007 - Wytwórnia: RCA - Format: CD, LP                   | 3  | 1 | 4  | 1  | 1 | 11 | 7  | 24 | 3  | 2  | 6  | 1  | 3  | 9  | 2  | 1  | - USA: złota płyta - GBR: 2× platynowa płyta - AUS: 2× platynowa płyta - CAN: platynowa płyta        |
| 2011                                                    | Wasting Light - Wydany: 12 kwietnia 2011 - Wytwórnia: RCA - Format: CD, LP, digital download                     | 1  | 1 | 1  | 1  | 1 | 3  | 1  | 18 | 1  | 3  | 2  | 1  | 1  | 1  | 1  | 1  | - USA: złota płyta - AUS: 2× platynowa płyta - CAN: platynowa płyta - POL: złota płyta               |
| 2014                                                    | Sonic Highways - Wydany: 10 listopada 2014 - Wytwórnia: Rosewell/RCA - Format: CD, LP, digital download, vinyl   |    |   |    |    |   |    |    |    |    |    |    |    |    |    |    |    | |
| 2017                                                    | Concrete and Gold - Wydany: 15 września 2017 - Wytwórnia: Rosewell/RCA - Format: CD, LP, digital download, vinyl |    |   |    |    |   |    |    |    |    |    |    |    |    |    |    |    | - POL: złota płyta                                                                                   |
| 2021                                                    | Medicine at Midnight - Wydany: 5 lutego 2021 - Wytwórnia: Rosswell/RCA - Format: CD, LP, digital download        |    |   |    |    |   |    |    |    |    |    |    |    |    |    |    |    | |
| 2023                                                    | But Here We Are - Wydany: 2 czerwca 2023 - Wytwórnia: Rosswell/RCA - Format: CD, LP, digital download            |    |   |    |    |   |    |    |    |    |    |    |    |    |    |    |    | |
| „–” oznacza, że album nie był notowany na danej liście. | |    |   |    |    |   |    |    |    |    |    |    |    |    |    |    |    | |

## Albumy koncertowe
| Rok                                                     | Dane dot. albumu                                                            | Pozycje na listach przebojów | Pozycje na listach przebojów | Pozycje na listach przebojów | Pozycje na listach przebojów | Pozycje na listach przebojów | Pozycje na listach przebojów | Pozycje na listach przebojów | Pozycje na listach przebojów | Pozycje na listach przebojów | Pozycje na listach przebojów | Pozycje na listach przebojów | Certyfikat                            |
| Rok                                                     | Dane dot. albumu                                                            | USA                          | AUS                          | AUT                          | BEL                          | DEU                          | IRL                          | SWE                          | SWI                          | NZL                          | NOR                          | GBR                          | Certyfikat                            |
| ------------------------------------------------------- | --------------------------------------------------------------------------- | ---------------------------- | ---------------------------- | ---------------------------- | ---------------------------- | ---------------------------- | ---------------------------- | ---------------------------- | ---------------------------- | ---------------------------- | ---------------------------- | ---------------------------- | ------------------------------------- |
| 2006                                                    | Skin and Bones - Wydany: 7 listopada 2006 - Wytwórnia: RCA - Format: CD/DVD | 21                           | 11                           | 30                           | 37                           | 67                           | 33                           | 51                           | 40                           | 1                            | 37                           | 35                           | - AUS: złota płyta - IRL: złota płyta |
| „–” oznacza, że album nie był notowany na danej liście. |                                                                             |                              |                              |                              |                              |                              |                              |                              |                              |                              |                              |                              |                                       |

## Kompilacje
| Rok                                                     | Dane dot. albumu                                                                                  | Pozycje na listach przebojów | Pozycje na listach przebojów | Pozycje na listach przebojów | Pozycje na listach przebojów | Pozycje na listach przebojów | Pozycje na listach przebojów | Pozycje na listach przebojów | Pozycje na listach przebojów | Pozycje na listach przebojów | Pozycje na listach przebojów | Pozycje na listach przebojów | Pozycje na listach przebojów | Pozycje na listach przebojów | Pozycje na listach przebojów | Pozycje na listach przebojów | Pozycje na listach przebojów | Certyfikat                                   |
| Rok                                                     | Dane dot. albumu                                                                                  | USA                          | AUS                          | AUT                          | BEL                          | CAN                          | DNK                          | FIN                          | FRA                          | DEU                          | IRL                          | NLD                          | NZL                          | NOR                          | SWE                          | CHE                          | GBR                          | Certyfikat                                   |
| ------------------------------------------------------- | ------------------------------------------------------------------------------------------------- | ---------------------------- | ---------------------------- | ---------------------------- | ---------------------------- | ---------------------------- | ---------------------------- | ---------------------------- | ---------------------------- | ---------------------------- | ---------------------------- | ---------------------------- | ---------------------------- | ---------------------------- | ---------------------------- | ---------------------------- | ---------------------------- | -------------------------------------------- |
| 2009                                                    | Greatest Hits - Wydany: 3 listopada 2009 - Wytwórnia: RCA - Format: CD                            | 11                           | 1                            | 10                           | 3                            | –                            | 23                           | 23                           | –                            | 8                            | 6                            | 9                            | 1                            | 7                            | 12                           | 16                           | 4                            | - AUS: 3× platynowa płyta - CAN: złota płyta |
| 2011                                                    | Medium Rare - Wydany: 16 kwietnia 2011 - Wytwórnia: Roswell/RCA - Format: LP, CD                  | –                            | –                            | –                            | –                            | –                            | –                            | –                            | –                            | –                            | –                            | 51                           | –                            | –                            | –                            | –                            | 164                          | - CAN: złota płyta                           |
| 2022                                                    | The Essential Foo Fighters - Wydany: 28 sierpnia 2022 - Wytwórnia: Sony - Format: LP, CD, digital |                              |                              |                              |                              |                              |                              |                              |                              |                              |                              |                              |                              |                              |                              |                              |                              |                                              |
| „–” oznacza, że album nie był notowany na danej liście. |                                                                                                   |                              |                              |                              |                              |                              |                              |                              |                              |                              |                              |                              |                              |                              |                              |                              |                              |                                              |

## EP
| Rok  | Dane dot. albumu                                                                                 |
| ---- | ------------------------------------------------------------------------------------------------ |
| 2005 | Five Songs and a Cover - Wydany: 20 listopada 2005 - Wytwórnia: RCA - Format: CD                 |
| 2011 | iTunes Festival: London 2011 - Wydany: 22 lipca 2011 - Wytwórnia: RCA - Format: Digital download |
| 2015 | Saint Cecilia - Wydany: 23 listopada 2015 - Wytwórnia: RCA - Format: Digital download            |

## Single
| Rok                                                      | Singel                                     | Pozycje na listach przebojów | Pozycje na listach przebojów | Pozycje na listach przebojów | Pozycje na listach przebojów | Pozycje na listach przebojów | Pozycje na listach przebojów | Pozycje na listach przebojów | Pozycje na listach przebojów | Pozycje na listach przebojów | Pozycje na listach przebojów | Pozycje na listach przebojów | Pozycje na listach przebojów | Pozycje na listach przebojów | Pozycje na listach przebojów | Certyfikat                                                   | Album                             |
| Rok                                                      | Singel                                     | USA                          | USA Air                      | USA Mod                      | USA Main                     | Rock Songs                   | AUS                          | BEL (FLA)                    | CAN                          | CAN Alt                      | IRL                          | NLD                          | NZL                          | SWE                          | GBR                          | Certyfikat                                                   | Album                             |
| -------------------------------------------------------- | ------------------------------------------ | ---------------------------- | ---------------------------- | ---------------------------- | ---------------------------- | ---------------------------- | ---------------------------- | ---------------------------- | ---------------------------- | ---------------------------- | ---------------------------- | ---------------------------- | ---------------------------- | ---------------------------- | ---------------------------- | ------------------------------------------------------------ | --------------------------------- |
| 1995                                                     | „This Is a Call”                           | –                            | –                            | –                            | 6                            | –                            | 9                            | –                            | 29                           | 1                            | –                            | 32                           | 11                           | –                            | 5                            |                                                              | Foo Fighters                      |
| 1995                                                     | „I’ll Stick Around”                        | –                            | –                            | 8                            | 12                           | –                            | –                            | –                            | –                            | 2                            | –                            | –                            | –                            | –                            | 18                           |                                                              | Foo Fighters                      |
| 1995                                                     | „For All the Cows”                         | –                            | –                            | –                            | –                            | –                            | –                            | –                            | –                            | –                            | –                            | –                            | –                            | –                            | 28                           |                                                              | Foo Fighters                      |
| 1996                                                     | „Big Me”                                   | –                            | –                            | 3                            | 18                           | –                            | –                            | –                            | 15                           | 4                            | –                            | –                            | –                            | –                            | 19                           |                                                              | Foo Fighters                      |
| 1997                                                     | „Monkey Wrench”                            | –                            | –                            | 9                            | 9                            | –                            | 17                           | –                            | 65                           | 7                            | –                            | –                            | –                            | –                            | 12                           |                                                              | The Colour and the Shape          |
| 1997                                                     | „Everlong”                                 | –                            | –                            | 3                            | 4                            | –                            | 45                           | –                            | –                            | 5                            | –                            | –                            | 34                           | –                            | 18                           | - USA: złota płyta                                           | The Colour and the Shape          |
| 1998                                                     | „My Hero”                                  | –                            | –                            | 6                            | 8                            | –                            | –                            | –                            | –                            | –                            | –                            | –                            | –                            | –                            | 21                           |                                                              | The Colour and the Shape          |
| 1998                                                     | „Walking After You”                        | –                            | –                            | 12                           | –                            | –                            | –                            | –                            | –                            | –                            | –                            | –                            | 48                           | –                            | –                            |                                                              | The Colour and the Shape          |
| 1999                                                     | „Learn to Fly”                             | 13                           | 13                           | 1                            | 2                            | –                            | 36                           | –                            | 13                           | 1                            | –                            | 72                           | 23                           | 52                           | 21                           | - USA: złota płyta - CAN: złota płyta                        | There Is Nothing Left to Lose     |
| 2000                                                     | „Stacked Actors”                           | –                            | –                            | 25                           | 9                            | –                            | –                            | –                            | –                            | –                            | –                            | –                            | –                            | –                            | –                            |                                                              | There Is Nothing Left to Lose     |
| 2000                                                     | „Generator”                                | –                            | –                            | –                            | –                            | –                            | 31                           | –                            | –                            | –                            | –                            | –                            | –                            | –                            | 151                          |                                                              | There Is Nothing Left to Lose     |
| 2000                                                     | „Breakout”                                 | –                            | –                            | 8                            | 11                           | –                            | –                            | –                            | –                            | 15                           | –                            | 63                           | –                            | –                            | 29                           |                                                              | There Is Nothing Left to Lose     |
| 2000                                                     | „Next Year”                                | –                            | –                            | 17                           | –                            | –                            | –                            | –                            | –                            | 12                           | –                            | 92                           | –                            | –                            | 42                           |                                                              | There Is Nothing Left to Lose     |
| 2002                                                     | „The One”                                  | –                            | –                            | 14                           | –                            | –                            | 21                           | –                            | –                            | –                            | –                            | –                            | –                            | –                            | –                            |                                                              | Kwaśne pomarańcze (soundtrack)    |
| 2002                                                     | „All My Life”                              | 43                           | 41                           | 1                            | 3                            | –                            | 20                           | –                            | –                            | –                            | 14                           | 95                           | 46                           | 37                           | 5                            |                                                              | One by One                        |
| 2003                                                     | „Times Like These”                         | 65                           | –                            | 5                            | 5                            | –                            | 22                           | –                            | –                            | –                            | 27                           | 90                           | –                            | –                            | 12                           | - USA: złota płyta                                           | One by One                        |
| 2003                                                     | „Low”                                      | –                            | –                            | 15                           | 23                           | –                            | 40                           | –                            | 30                           | –                            | 44                           | 100                          | –                            | –                            | 21                           |                                                              | One by One                        |
| 2003                                                     | „Have It All”                              | –                            | –                            | –                            | –                            | –                            | –                            | –                            | –                            | –                            | –                            | –                            | –                            | –                            | 37                           |                                                              | One by One                        |
| 2005                                                     | „Best of You”                              | 18                           | 46                           | 1                            | –                            | –                            | 5                            | 3                            | –                            | –                            | 20                           | 94                           | 38                           | 41                           | 4                            | - USA: platynowa płyta - CAN: platynowa płyta                | In Your Honor                     |
| 2005                                                     | „DOA”                                      | 68                           | 67                           | 1                            | –                            | –                            | 39                           | –                            | –                            | –                            | 40                           | 86                           | 34                           | –                            | 25                           | - USA: złota płyta                                           | In Your Honor                     |
| 2005                                                     | „Resolve”                                  | –                            | –                            | –                            | –                            | –                            | –                            | –                            | –                            | –                            | –                            | 82                           | 39                           | –                            | 32                           |                                                              | In Your Honor                     |
| 2006                                                     | „No Way Back”/„Cold Day in the Sun”        | –                            | –                            | 2                            | –                            | –                            | –                            | –                            | –                            | –                            | –                            | –                            | –                            | –                            | 64                           |                                                              | In Your Honor                     |
| 2007                                                     | „The Pretender”                            | 37                           | 59                           | 1                            | –                            | –                            | 10                           | 26                           | 15                           | –                            | 11                           | 39                           | 9                            | 11                           | 8                            | - USA: złota płyta - AUS: złota płyta - CAN: platynowa płyta | Echoes, Silence, Patience & Grace |
| 2007                                                     | „Long Road to Ruin”                        | 89                           | 69                           | 1                            | –                            | –                            | 38                           | 6                            | 42                           | –                            | –                            | –                            | 21                           | 23                           | 35                           |                                                              | Echoes, Silence, Patience & Grace |
| 2008                                                     | „Cheer Up, Boys (Your Make Up Is Running)” | –                            | –                            | –                            | –                            | –                            | –                            | –                            | –                            | –                            | –                            | –                            | –                            | –                            | 194                          |                                                              | Echoes, Silence, Patience & Grace |
| 2008                                                     | „Let It Die”                               | –                            | –                            | 1                            | –                            | –                            | –                            | –                            | 58                           | –                            | –                            | –                            | –                            | –                            | –                            |                                                              | Echoes, Silence, Patience & Grace |
| 2009                                                     | „Wheels”                                   | 72                           | 71                           | 3                            | –                            | 1                            | 21                           | 19                           | 22                           | –                            | 38                           | 45                           | 13                           | 24                           | 22                           |                                                              | Greatest Hits                     |
| 2011                                                     | „Rope”                                     | 68                           | 58                           | 1                            | –                            | 1                            | 55                           | 7                            | 41                           | 1                            | –                            | 31                           | –                            | –                            | 22                           |                                                              | Wasting Light                     |
| 2011                                                     | „Walk”                                     | 83                           | 63                           | 1                            | –                            | 1                            | 72                           | 25                           | 49                           | 2                            | –                            | 58                           | 38                           | –                            | 57                           |                                                              | Wasting Light                     |
| 2011                                                     | „These Days”                               | –                            | 94                           | 2                            | –                            | 2                            | –                            | 10                           | 63                           | –                            | –                            | –                            | –                            | –                            | –                            | - AUS: złota płyta                                           | Wasting Light                     |
| 2011                                                     | „Arlandria”                                | –                            | –                            | –                            | –                            | –                            | –                            | –                            | –                            | –                            | –                            | –                            | –                            | –                            | 79                           |                                                              | Wasting Light                     |
| 2012                                                     | „Bridge Burning”                           | –                            | –                            | 25                           | –                            | 22                           | –                            | –                            | 75                           | 6                            | –                            | –                            | –                            | –                            | –                            |                                                              | Wasting Light                     |
| „–” oznacza, że singel nie był notowany na danej liście. |                                            |                              |                              |                              |                              |                              |                              |                              |                              |                              |                              |                              |                              |                              |                              |                                                              |                                   |

### Single promocyjne
Poniższe utwory zostały wydane jako single promocyjne – nie są dostępne w sprzedaży detalicznej.
| Rok  | Singel                 | Album                             |
| ---- | ---------------------- | --------------------------------- |
| 1995 | „Exhausted”            | Foo Fighters                      |
| 1996 | „Alone+Easy Target”    | Foo Fighters                      |
| 1998 | „Baker Street”         | Medium Rare                       |
| 2003 | „Darling Nikki”        | Medium Rare                       |
| 2006 | „Miracle”              | In Your Honor                     |
| 2006 | „Virginia Moon”        | In Your Honor                     |
| 2008 | „Keep the Car Running” | „Let It Die”                      |
| 2008 | „Summer’s End”         | Echoes, Silence, Patience & Grace |
| 2010 | „Word Forward”         | Greatest Hits                     |
| 2011 | „White Limo”           | Wasting Light                     |

## DVD
| Rok  | Dane dot. wydawnictwa                                                                  | Certyfikat                                   |
| ---- | -------------------------------------------------------------------------------------- | -------------------------------------------- |
| 2003 | Everywhere but Home - Wydany: 25 listopada 2003 - Wytwórnia: Roswell/RCA - Format: DVD | - USA: złota płyta - AUS: 3× platynowa płyta |
| 2006 | Skin and Bones (DVD) - Wydany: 7 listopada 2006 - Wytwórnia: RCA - Format: DVD         | - AUS: 2× platynowa płyta                    |
| 2008 | Hyde Park - Wydany: 24 czerwca 2008 - Wytwórnia: RCA - Format: DVD                     | - AUS: 3× platynowa płyta                    |
| 2008 | Live at Wembley Stadium - Wydany: 27 sierpnia 2008 - Wytwórnia: RCA - Format: DVD      | - AUS: 2× platynowa płyta                    |
| 2011 | Back and Forth - Wydany: 14 czerwca 2011 - Wytwórnia: RCA - Format: DVD, Blu-ray       | - USA: złota płyta - AUS: platynowa płyta    |

## Teledyski
| Rok  | Tytuł               | Reżyser         |
| ---- | ------------------- | --------------- |
| 1995 | „I’ll Stick Around” | Gerald Casale   |
| 1996 | „Big Me”            | Jesse Peretz    |
| 1997 | „Monkey Wrench”     | Dave Grohl      |
| 1997 | „Everlong”          | Michel Gondry   |
| 1998 | „My Hero”           | Dave Grohl      |
| 1998 | „Walking After You” | Matthew Rolston |
| 1999 | „Learn to Fly”      | Jesse Peretz    |
| 2000 | „Breakout”          | The Malloys     |
| 2000 | „Next Year”         | Phil Harder     |
| 2002 | „The One”           | Jesse Peretz    |
| 2002 | „All My Life”       | Dave Grohl      |
| 2002 | „Times Like These”  | Marc Klasfeld   |
| 2004 | „Low”               | Jesse Peretz    |
| 2005 | „Best of You”       | Mark Pellington |
| 2005 | „DOA”               | Mike Palmieri   |
| 2005 | „Resolve”           | Mike Palmieri   |
| 2006 | „No Way Back”       | Nick Wickham    |
| 2007 | „The Pretender”     | Sam Brown       |
| 2007 | „Long Road to Ruin” | Jesse Peretz    |
| 2009 | „Wheels”            | Sam Brown       |
| 2011 | „White Limo”        | Dave Grohl      |
| 2011 | „Rope”              | Dave Grohl      |
| 2011 | „Walk”              | Sam Jones       |
| 2011 | „Hot Buns”          | Dave Grohl      |
| 2012 | „These Days”        | Wayne Isham     |